# 宇佐ノ山英策
宇佐ノ山 英策（うさのやま えいさく、1921年1月11日 - 没年不明）は、昭和時代の大相撲力士。立浪部屋→双葉山道場→時津風部屋所属。本名は永松 英策。最高位は十両9枚目。

## 経歴
大分県宇佐郡四日市町（現宇佐市）出身。立浪部屋に入門し、1938年5月本名の「永松」で初土俵を踏む。同郷で部屋の横綱双葉山が独立し、双葉山道場（のち時津風部屋）を興すと移籍した。1943年5月で十両に昇進したが、一度も勝ち越すことなく最後の十両だった1947年5月で廃業した。

## 改名
永松→宇佐ノ山